# Mark Verhees

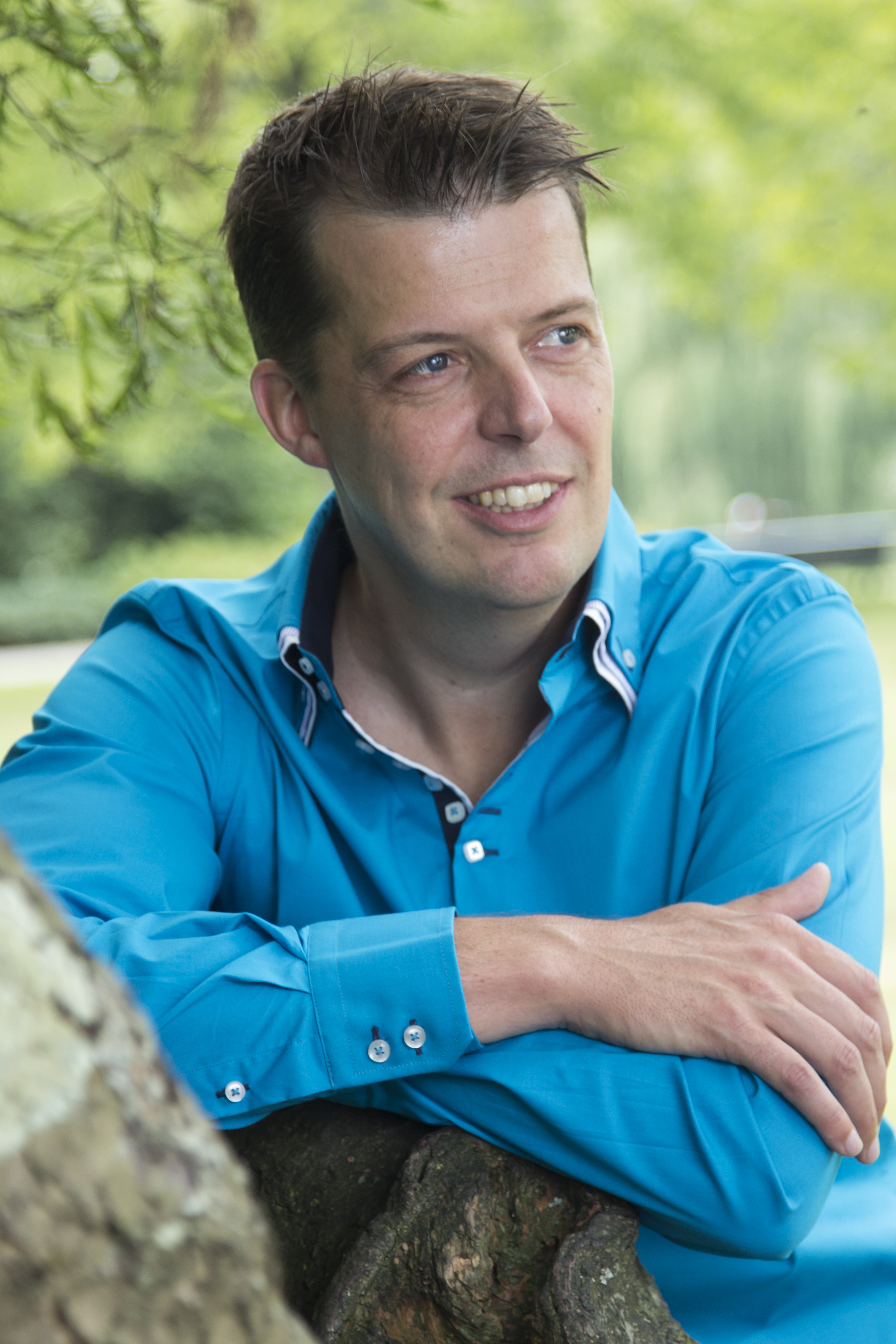
Auteur Mark Verhees (Fotografie: Petra van Vliet)

Mark Verhees (Someren, 11 september 1973) is een Nederlandse schrijver, blogger en spreker die zich vooral richt op positieve psychologie.
In 2011 plaatste Verhees gedurende 1000 dagen een positief bericht op internet, om zo meer positiviteit in de wereld te brengen. Dat leidde in 2012 tot de oprichting van de organisatie Voor Positiviteit.
Hij is initiator van de Dag van de Positiviteit, die jaarlijks op 1 november plaatsvindt. 
Enkele malen initieerde hij de verkiezing van de Meest Positieve bekende Nederlander, in 2016 en 2018. Beide keren kwam atleet Churandy Martina als winnaar uit de bus. 